# Lukas Daschner
Lukas Stephan Horst Daschner (Duisburg, 1º ottobre 1998) è un calciatore tedesco, centrocampista del San Gallo in prestito dal Bochum.

## Carriera
Cresciuto nel settore giovanile del Duisburg, ha esordito in prima squadra il 20 maggio 2017, disputando l'incontro di 3. Liga vinto per 5-1 contro lo Zwickau.
Dopo aver totalizzato 52 presenze e 14 reti con la maglia del Duisburg, il 14 agosto 2020 è stato acquistato dal St. Pauli.

## Statistiche

### Presenze e reti nei club
Statistiche aggiornate al 15 maggio 2022.
| Stagione        | Squadra         | Campionato      | Campionato | Campionato | Coppe nazionali | Coppe nazionali | Coppe nazionali | Coppe continentali | Coppe continentali | Coppe continentali | Altre coppe | Altre coppe | Altre coppe | Totale | Totale |
| Stagione        | Squadra         | Comp            | Pres       | Reti       | Comp            | Pres            | Reti            | Comp               | Pres               | Reti               | Comp        | Pres        | Reti        | Pres   | Reti   |
| --------------- | --------------- | --------------- | ---------- | ---------- | --------------- | --------------- | --------------- | ------------------ | ------------------ | ------------------ | ----------- | ----------- | ----------- | ------ | ------ |
| mag. 2017       | Duisburg        | 3L              | 1          | 0          | CG              | -               | -               |                    | -                  | -                  |             | -           | -           | 1      | 0      |
| 2017-2018       | Duisburg        | 2L              | 8          | 0          | CG              | 0               | 0               |                    | -                  | -                  |             | -           | -           | 8      | 0      |
| 2018-2019       | Duisburg        | 2L              | 7          | 2          | CG              | 0               | 0               |                    | -                  | -                  |             | -           | -           | 7      | 2      |
| 2019-2020       | Duisburg        | 3L              | 34         | 11         | CG              | 2               | 1               |                    | -                  | -                  |             | -           | -           | 36     | 12     |
| 2020-2021       | St. Pauli       | 2L              | 24         | 0          | CG              | 1               | 0               |                    | -                  | -                  |             | -           | -           | 25     | 0      |
| 2021-2022       | St. Pauli       | 2L              | 12         | 1          | CG              | 0               | 0               |                    | -                  | -                  |             | -           | -           | 12     | 1      |
| Totale carriera | Totale carriera | Totale carriera | 86         | 14         |                 | 3               | 1               |                    | -                  | -                  |             | -           | -           | 89     | 15     |

## Palmarès

### Club

#### Competizioni nazionali
- 3. Liga: 1

Duisburg: 2016-2017